# Comitato di Alba inferiore
Il comitato di Alba inferiore o comitato di Alsó-Fehér (in ungherese Alsó-Fehér vármegye, in romeno Comitatul Alba de Jos, in tedesco Komitat Unterweißenburg, in latino Comitatus Albensis o Albensis inferior o Albensis Transylvanensis) è stato un antico comitato del Regno d'Ungheria, situato nell'attuale Romania centrale, in Transilvania. Capitale del comitato era la città di Nagyenyed, oggi nota col nome romeno di Aiud.
Il comitato di Alba inferiore confinava con gli altri comitati di Torda-Aranyos, Kis-Küküllő, Nagy-Küküllő, Szeben e Hunyad. Geograficamente era attraversato dai fiumi Mureș/Maros e Târnava/Küküllő.

## Storia
Il comitato, risalente al Medioevo, fu delineato definitivamente nel corso della riforma amministrativa della Transilvania del 1876 e rimase ungherese finché il Trattato del Trianon (1920) non lo assegnò alla Romania.
Il suo territorio fa oggi parte delle province romene di Alba, Sibiu (la parte sudorientale) e Mureș (la parte nordorientale).